# Gnosall
Gnosall är en ort och civil parish i Storbritannien.   Den ligger i grevskapet Staffordshire och riksdelen England, i den södra delen av landet, 200 km nordväst om huvudstaden London. Gnosall ligger 102 meter över havet och antalet invånare är 4 171.
Terrängen runt Gnosall är platt. Runt Gnosall är det ganska tätbefolkat, med 222 invånare per kvadratkilometer. Närmaste större samhälle är Stafford, 9,5 km öster om Gnosall. Omgivningarna runt Gnosall är en mosaik av jordbruksmark och naturlig växtlighet.